# 年齢のとなえ方に関する法律
年齢のとなえ方に関する法律（ねんれいのとなえかたにかんするほうりつ、昭和24年5月24日法律第96号）は、年齢のとなえ方に関する日本の法律である。
年齢の数え方について、それまでの数え年から満年齢に変更するために制定された。所管は法務省である。1949年（昭和24年）5月24日公布、1950年1月1日施行。

## 背景
日本の年齢は0歳から始まる満年齢（0歳は生後○か月と表現する）で計算する年齢計算ニ関スル法律が1902年（明治35年）12月22日に制定されてから半世紀近く経った1949年（昭和24年）5月24日に制定された。
年齢計算ニ関スル法律は、法的には0歳から始まる満年齢が正式の年齢計算方法であるが、一般の市民生活では法的制度を無視する形で数え年が半世紀近く使われ続け、後述するような混乱をきたしていた。
本法の制定理由には、終戦直後の時代背景があった。以下、当時の国会議事から制定理由を4点挙げる。
1. 「若返る」ことで日本人の気持ちを明るくさせる効果
  - 従来の「数え年」から「満年齢」に変更することは、一種の日本人たちの若返り法になる。当時の日本では税金その他の生活についても何となく暗い気持ちになっていたところ、せめて年齢だけでも若返るというようなことは、明るい気持ちがするものである。予算を伴わないで国民の気持ちが明るくなるということは、政治上で大事な点である。
2. 正確な出生届の促進
  - 「数え年」の場合、特に12月生まれの者はすぐに2歳に勘定されてしまう。それが嫁入り等に大きな関係を持つため、しばしば正確な届出をしないということが当時現実に行われていた。生れた時から正直にやって行く、合理的にやっていく、国民生活の態度を最初からそういう形にすることは、これからの日本にとって非常に大事である。
3. 国際性向上
  - 「数え年」では諸外国の慣行や国際的統計とも合致せず、国際的文化交流その他国際生活に支障を来すことになる。
4. 配給における不合理の解消
  - 配給量のカロリー計算は満年齢を基準としているが、実際の配給は便宜上「数え年」で行われていた。

（昭和24年5月13日衆議院文部委員会における山本有三参議院議員（提案者）の趣旨説明から）
このうち、当時切実だった理由は4の「配給」の問題であった。実際、例えば12月に子供が生まれ翌年2月に「2歳だ」という理由でキャラメルが配給されることなどはよくあった。当然のことながら、生後2か月の乳児にキャラメルを支給しても無意味である。また、「満年齢」では50代であるのに「数え年」では60代という理由で配給量を減らされるなどの問題も起きていた。